# Vela Ladrón
Vela Ladrón I (1115-1174) fue un noble del Reino de Navarra en la época de Sancho VI el Sabio. Era hijo de Ladrón Íñiguez. Solía firmar sus documentos como conde Vela de Navarra. Fue conde de  Álava, Guipúzcoa y Vizcaya. 
Durante la ofensiva de 1173 de Castilla Alfonso VIII de Castilla sustituyó a Vela Ladrón y devolvió el señorío de Vizcaya a Diego López II de Haro, perteneciente a la familia noble que se había demostrado reiteradamente procastellana.